# Ерік Джохана Омонді
Ерік Джохана Омонді (англ. Eric Johana Omondi, нар. 18 серпня 1994, Найробі) — кенійський футболіст, півзахисник шведського клубу «Броммапойкарна», а також національної збірної Кенії.

## Клубна кар'єра
У футболі дебютував 2014 року виступами за команду «Матаре Юнайтед», в якій провів два сезони, взявши участь у 55 матчах чемпіонату. Більшість часу, проведеного у складі «Матаре Юнайтед», був основним гравцем команди.
Протягом 2017 року захищав кольори шведського клубу «Васалундс».
До складу клубу «Броммапойкарна» приєднався 2018 року. Станом на 25 грудня 2019 року відіграв за команду з Бромми 43 матчі в національному чемпіонаті, забивши 3 голи.

## Виступи за збірну
2015 року дебютував в офіційних матчах у складі національної збірної Кенії.
У складі збірної був учасником Кубка африканських націй 2019 року в Єгипті, де зіграв у перших двох поєдинках своєї команди, проти Алжиру (0-2) і Танзанії (3-2). У першій грі вийшов на заміну замість Джоханни Омоло, а в другій був замінений на Абуда Омара.